# مغامرات دون جوان (فلم)
مغامرات دون جوان (بالإنجليزية: Adventures of Don Juan) هو فيلم مغامرات درامي تم إنتاجه في الولايات المتحدة وصدر في سنة 1948. من بطولة إيرول فلين.

## روابط خارجية
- مقالات تستعمل روابط فنية بلا صلة مع ويكي بيانات